# Монетарна политика
Монетарна политика је скуп правила, прописа, мера и инструмената којима се у монетарној сфери друштвене репродукције регулише ниво, структура и динамика новчане масе, као и циркулација новца у прометним каналима репродукције.
Монетарна политика представља примењену научну област која се састоји из емисионе, кредитне и девизне политике, а уско је повезана са фискалном политиком у склопу финансијске, односно макроекономске политике.
Експанзивна монетарна политика је оријентисана на давање олакшица за функционисање банкарског система и тржишта новца. (смањење камата за кредите, на пример) Доприноси оживљавању економије у земљи.
Уколико говоримо о експанзивној монетарној политици, кључно питање се односи на то шта се дешава уколико смањимо камате за кредите. Смањењем камате, становништво и привреда ће бити заинтересованија да подижу кредите из банака, тај новац ће уложити у одређене инвестиције, запослиће се нова радна снага...
Рестриктивна монетарна политика је оријентисана на ограничавање тражње за новцем и кредитима и утиче на смањење кредитне активности пословних банака.
Монетарну политику утврђује и спроводи централна банка. У Србији је то Народна банка Србије.